# Миноносец-11
Миноносец-11 — греческий миноносец, прославившийся в Первую Балканскую войну. Заложен в 1884 году на заводе AG Vulcan Stettin (Германия). Первый из серии однотипных миноносцев (другие суда серии: Миноносец-12, Миноносец-13, Миноносец-14, Миноносец-15, Миноносец-16). Спущен на воду в 1885 году. В том же году вступил в строй. Принял участие в греко-турецкой войне 1897 года.
В 1905 году прошёл переоборудование в Пирее. На судне был установлен второй котёл, была установлена вторая дымовая труба, была увеличена скорость и улучшено вооружение.
С началом Балканских войн, 18 октября 1912 года, под командованием лейтенанта ВМС Николаоса Воциса, рискуя подорваться на минах, потопил у причала порта Фессалоники старый турецкий броненосец «Фетх-и-Булент». Сам броненосец не имел большого значения, но факт потопления его в прикрытом минными полями порту столицы Македонии поднял моральный дух её греческого населения и ознаменовал начало ряда греческих побед над турками на море.
Миноносец сел на мель и утонул в заливе Мудрос острова Лемнос, во время шторма 23 апреля 1913 года, но без жертв. Был поднят и вновь введён в строй.
В 1918 году был переоборудован в водолей.
Выведен из состава флота в 1920 году.